# ATP Tel Aviv

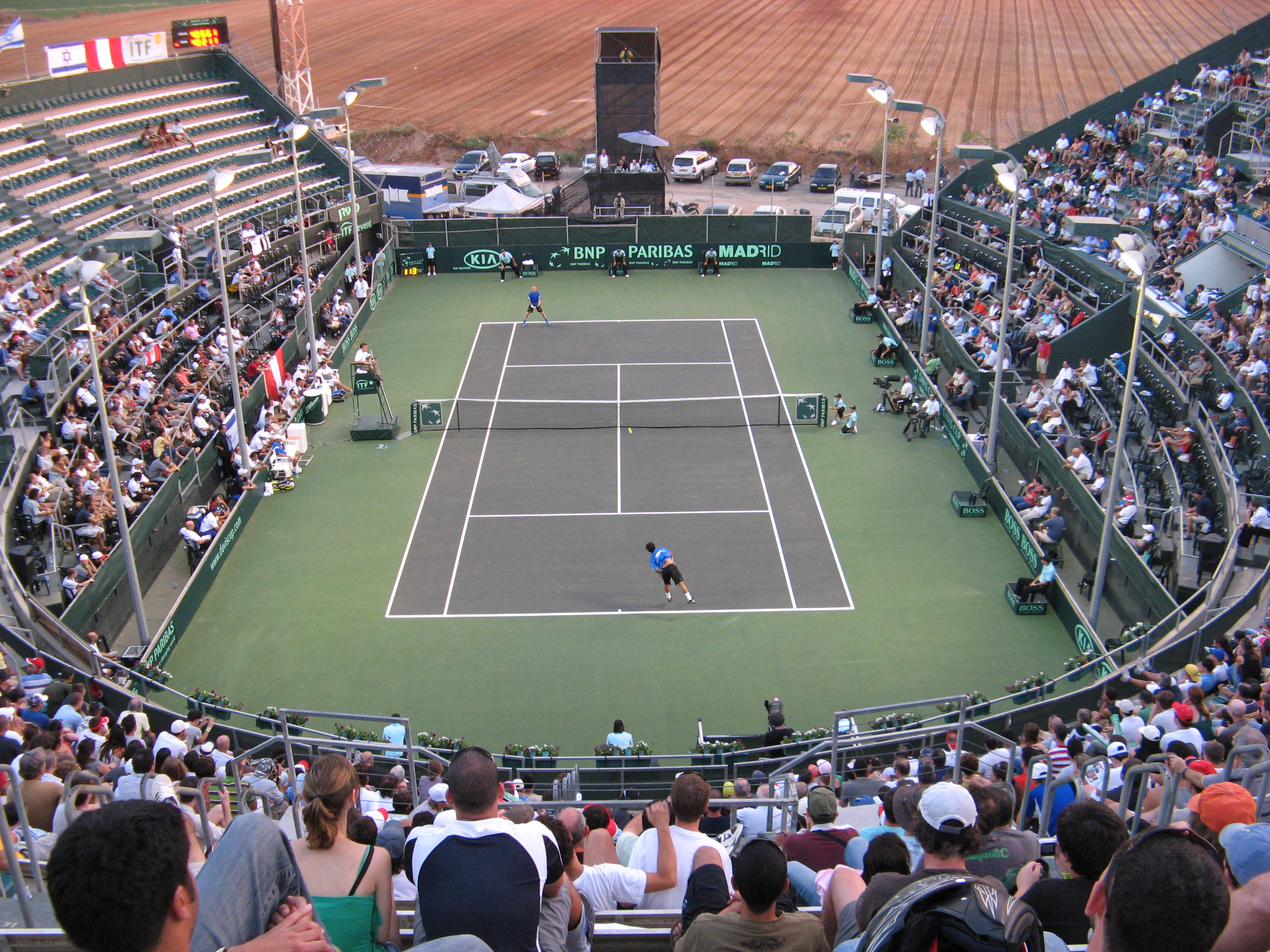
Der Veranstaltungsort des Turniers, das Canada Stadium im Israel Tennis Center

Das ATP-Turnier von Tel Aviv (offiziell zuletzt Tel Aviv Watergen Open) war ein Herren-tennisturnier im Rahmen der ATP Tour, das von 1979 bis 1996 und 2022 in Tel Aviv, Israel ausgetragen wurde.

## Geschichte
Gespielt wurde zunächst im Freien auf Hartplätzen, Veranstaltungsort war das Canada Stadium im Israel Tennis Center in Ramat haScharon, einem Vorort von Tel Aviv. Das Turnier lief bis zu seiner Einstellung im Jahr 1996 im Rahmen der ATP World Series, der Vorgängerserie der ATP Tour 250.
2014 sollte das Turnier als Nachfolger des Turniers von St. Petersburg wieder ausgetragen werden, wurde aber aufgrund der unsicheren politischen Lage in Israel am 4. August des Jahres abgesagt. In den Jahren 1998–1999 sowie 1978 fand das Turnier im Rahmen der ATP Challenger Tour statt.
2022 wurde das Turnier wieder in den Turnierkalender aufgenommen und fand im Tel Aviv Convention Center im Freien auf Hartplatz statt. Nach dem Terrorangriff der Hamas auf Israel 2023 sagte die ATP aufgrund von Sicherheitsbedenken und in enger Absprache mit Sicherheitsexperten das Turnier ab. Es sollte am 5. November 2023 starten. Danach wurde das Turnier nicht wieder in den Kalender aufgenommen.

## Siegerliste
Rekordsieger im Einzel mit drei Titeln ist Brad Gilbert, im Doppel konnte nur Ilie Năstase mehr als einmal gewinnen. Amos Mansdorf erreichte insgesamt fünfmal das Einzelfinale und gewann 1987 zum ersten und letzten Mal, damit ist er der einzige israelische Einzelsieger. In Tel Aviv gewann Jimmy Connors seinen letzten Titel und das Turnier hält mit Aaron Krickstein noch immer den Rekord für den jüngsten Turniersieger (Krickstein war 1983 bei seinem Sieg 16 Jahre und zwei Monate alt).

### Einzel
| Jahr                         | Sieger                             | Finalgegner                        | Finalergebnis                      |
| ---------------------------- | ---------------------------------- | ---------------------------------- | ---------------------------------- |
| 2023                         | wegen Sicherheitsbedenken abgesagt | wegen Sicherheitsbedenken abgesagt | wegen Sicherheitsbedenken abgesagt |
| 2022                         | Novak Đoković                      | Marin Čilić                        | 6:3, 6:4                           |
| 1997–2021: nicht ausgetragen |                                    |                                    |                                    |
| 1996                         | Javier Sánchez                     | Marcos Ondruska                    | 6:4, 7:5                           |
| 1995                         | Ján Krošlák                        | Javier Sánchez                     | 6:3, 6:4                           |
| 1994                         | Wayne Ferreira                     | Amos Mansdorf                      | 7:6, 6:3                           |
| 1993                         | Stefano Pescosolido                | Amos Mansdorf                      | 7:6, 7:5                           |
| 1992                         | Jeff Tarango                       | Stéphane Simian                    | 4:6, 6:3, 6:4                      |
| 1991                         | Leonardo Lavalle                   | Christo van Rensburg               | 6:2, 3:6, 6:3                      |
| 1990                         | Andrei Tschesnokow                 | Amos Mansdorf                      | 6:4, 6:3                           |
| 1989                         | Jimmy Connors                      | Gilad Bloom                        | 2:6, 6:2, 6:1                      |
| 1988                         | Brad Gilbert (3)                   | Aaron Krickstein                   | 4:6, 7:6, 6:2                      |
| 1987                         | Amos Mansdorf                      | Brad Gilbert                       | 3:6, 6:3, 6:4                      |
| 1986                         | Brad Gilbert (2)                   | Aaron Krickstein                   | 7:5, 6:2                           |
| 1985                         | Brad Gilbert (1)                   | Amos Mansdorf                      | 6:3, 6:2                           |
| 1984                         | Aaron Krickstein (2)               | Shahar Perkiss                     | 6:4, 6:1                           |
| 1983                         | Aaron Krickstein (1)               | Christoph Zipf                     | 7:6, 6:3                           |
| 1982                         | nicht ausgetragen                  | nicht ausgetragen                  | nicht ausgetragen                  |
| 1981                         | Mel Purcell                        | Per Hjertquist                     | 6:1, 6:1                           |
| 1980                         | Harold Solomon                     | Shlomo Glickstein                  | 6:2, 6:3                           |
| 1979                         | Tom Okker                          | Per Hjertquist                     | 6:4, 6:3                           |

### Doppel
| Jahr                         | Sieger                             | Finalgegner                         | Finalergebnis                      |
| ---------------------------- | ---------------------------------- | ----------------------------------- | ---------------------------------- |
| 2023                         | wegen Sicherheitsbedenken abgesagt | wegen Sicherheitsbedenken abgesagt  | wegen Sicherheitsbedenken abgesagt |
| 2022                         | Rohan Bopanna Matwé Middelkoop     | Santiago González Andrés Molteni    | 6:2, 6:4                           |
| 1997–2021: nicht ausgetragen |                                    |                                     |                                    |
| 1996                         | Marcos Ondruska Grant Stafford     | Noam Behr Eyal Erlich               | 6:3, 6:2                           |
| 1995                         | Jim Grabb Jared Palmer             | Kent Kinnear David Wheaton          | 6:4, 7:5                           |
| 1994                         | Lan Bale John-Laffnie de Jager     | Jan Apell Jonas Björkman            | 6:7, 6:2, 7:6                      |
| 1993                         | Sergio Casal Emilio Sánchez        | Mike Bauer David Rikl               | 6:4, 6:4                           |
| 1992                         | Mike Bauer João Cunha e Silva      | Mark Koevermans Tobias Svantesson   | 6:3, 6:4                           |
| 1991                         | David Rikl Michiel Schapers        | Javier Frana Leonardo Lavalle       | 6:2, 6:7, 6:3                      |
| 1990                         | Nduka Odizor Christo van Rensburg  | Ronnie Båthman Rikard Bergh         | 6:3, 6:4                           |
| 1989                         | Jeremy Bates Patrick Baur          | Rikard Bergh Per Henricsson         | 6:1, 4:6, 6:1                      |
| 1988                         | Roger Smith Paul Wekesa            | Patrick Baur Alexander Mronz        | 6:3, 6:3                           |
| 1987                         | Gilad Bloom Shahar Perkiss         | Wolfgang Popp Huub van Boeckel      | 6:2, 6:4                           |
| 1986                         | John Letts Peter Lundgren          | Christo Steyn Danie Visser          | 6:3, 3:6, 6:3                      |
| 1985                         | Brad Gilbert Ilie Năstase (2)      | Michael Robertson Florin Segărceanu | 6:3, 6:2                           |
| 1984                         | Peter Doohan Brian Levine          | Colin Dowdeswell Jakob Hlasek       | 6:3, 6:4                           |
| 1983                         | Colin Dowdeswell Zoltán Kuhárszky  | Peter Elter Peter Feigl             | 6:3, 7:5                           |
| 1982                         | nicht ausgetragen                  | nicht ausgetragen                   | nicht ausgetragen                  |
| 1981                         | Steve Meister Van Winitsky         | John Feaver Steve Krulevitz         | 3:6, 6:3, 6:3                      |
| 1980                         | Per Hjertquist Steve Krulevitz     | Eric Fromm Cary Leeds               | 7:6, 6:3                           |
| 1979                         | Ilie Năstase (1) Tom Okker         | Mike Cahill Colin Dibley            | 7:5, 6:4                           |